# ایوان رومانچوک
ایوان رومانچوک (اوکراینی: Іван Валентинович Романчук؛ زادهٔ ۷ مارس ۱۹۹۰) بازیکن فوتبال اهل اوکراین است.
از باشگاه‌هایی که در آن بازی کرده‌است می‌توان به باشگاه فوتبال فورسکلا پولتاوا اشاره کرد.